# Günther Voigt
Günther Voigt (* 1927; † 25. September 2000 in Wuppertal)  war ein deutscher Heimatforscher in der Heimatgeschichte Wuppertals, speziell des Stadtteils Langerfeld.

## Leben und Wirken
Voigt nahm ein Studium der Geschichte und Pädagogik auf. Nach der Promotion war er Lehrer und zuletzt Rektor der Grundschule an der Germanenstraße.
Er beschäftigte sich mit der Heimatkunde von Langerfeld und galt als bester historischer Sachkenner diesem Stadtteils. Seit 1954 veröffentlichte Voigt 43 Jahre lang im Langerfelder Heimatgruß des Langerfelder Bürgervereins heimatgeschichtliche und mundartliche Beiträge und Fotos. Von 1955 bis 1967 war er Herausgeber der Schriftenreihe Langerfeld im Wandel der Jahrhunderte. Auch in anderen lokal-geschichtlichen Publikationen war er mit Beiträgen vertreten.
Er wirkte auch im Bergischen Geschichtsverein, im Bürgerverein Langerfeld e. V. und politisch in der Bezirksvertretung Langerfeld-Beyenburg sowie im Arbeitskreis Stadtgeschichte in Wuppertal mit. Geschäftsführer des Bürgervereins war er von 1955 bis 1963. Im Verein für Heimatkunde Schwelm trug er dazu bei, die historische Beziehung zum westfälischen Schwelm neu zu beleben. Im Bereich der Denkmalpflege wurden seine Initiativen umgesetzt, so wurde auf seine Anregung hin in Beyenburg ein historischer Lehrpfad angelegt und die Langerfelder Gedenktafeln angebracht.
Das Grab von Voigt befindet sich auf den Evangelischen Friedhof Kohlenstraße.

## Ehrungen und Auszeichnungen
Für seine Verdienste um die Heimatgeschichte wurde Voigt am 14. Mai 1979 mit dem Rheinlandtaler ausgezeichnet. Der Langerfelder Bürgerverein zeichnete ihn am 6. Mai 1981 mit der Goldene Spule aus.

## Werke
- Wat dä Öhme so vötollde : olle Vertellkes ut Langerfeld, 1988
- Langerfeld : aus der Geschichte eines Stadtteils in Wuppertal, 1991
- Wuppertal-Langerfeld : Daten, Fakten, Namen aus seiner Geschichte, 1999